# Spanske inkvisition
 Der er for få eller ingen kildehenvisninger i denne artikel, hvilket er et problem. Du kan hjælpe ved at angive troværdige kilder til de påstande, som fremføres i artiklen.

 For alternative betydninger, se Inkvisition (flertydig). (Se også artikler, som begynder med Inkvisition)
Den spanske inkvisition var den fjerde i rækken i løbet af Middelalderen. Den blev iværksat under den sidste fase af den spanske reconquista, hvorunder den iberiske halvø blev generobret af de kristne. Der var dog stadig store muslimske og jødiske befolkningsgrupper i landet, og hertil kom forskellige kætterske kristne grupperinger. Inkvisitionen blev et vigtigt redskab i den sindelagskontrol (limpieza de sangre), som det spanske kongehus øvede over omvendte jøder og muslimer.
Den moderne spanske inkvisition blev oprettet i Rom den 1. november 1478 af pave Sixtus 4. Han imødekom en ansøgning fra Isabella af Kastilien og Ferdinand 2. af Aragonien. Ægteparret regerede rigerne Aragonien og Kastilien i personalunion. I ansøgningen anmodede de om oprettelsen af en domstol til at forfølge "falske" kristne, kættere, jøder og muslimer.
Isabella og Ferdinand, der fik hædersbetegnelsen "De Katolske Monarker", valgte inkvisitorer. Kun inkvisitionens øverste leder blev udnævnt direkte af pavestolen. I februar 1482 forekom den første autodafé (af portugisisk: auto de fe, der kommer af latin: actus fidei (=troshandling)), hvor seks blev brændt levende. Det blev starten på 350 års forfølgelse af anderledes troende. Særlig berygtet blev Tomás de Torquemada, der var storinkvisitor i Spanien 1483-98.
Til trods for store folkelige protester lige siden slutningen af 1400-tallet fandt den sidste autodafé sted i 1826 med henrettelsen af skolemesteren Cayetano Ripoll fra Valencia.
Nyere historisk forskning peger på, at den spanske inkvisition har været af væsentligt mindre omfang, end den fremtræder i mange myter. En undersøgelse om 44.000 spanske inkvisitionsprocesser 1540-1700 viste, at færre end 2 % af de tiltalte blev idømt dødsstraf. Den tilsvarende inkvisition i Portugal (1531 – 1821) havde en højere rate af dødsdomme, mens inkvisitionen i Pavestaten havde en lavere.

## Populær kultur
I Monty Pythons flyvende cirkus, er det en løbende vittighed, at ingen forventer den spanske inkvisition.
Vittigheden bliver citeret i spillefilmen Sliding Doors.